# 老集市广场 (利沃夫)
老集市广场 (烏克蘭語：Площа Старий Ринок)是乌克兰利沃夫的一个广场，位于集市广场以北，沿着博赫丹赫梅利尼茨基街，在圣尼古拉教堂附近。在利沃夫的建城初期，广场所在的区域曾是城市的中心，当时利沃夫属于加利西亞－沃里尼亞王國的一部分。

## 建筑
- 犹太教圣殿会堂（Tempel Synagogue），毁于1941年[3] 。
- 原天主教圣若望洗者堂，现为利沃夫历史文物博物馆[4]。